# Gheorghe Mihoc
Gheorghe Mihoc   (Brăila, 7 de juliol de 1906 - Bucarest, 25 de desembre de 1981) va ser un matemàtic i estadístic romanès.

## Vida i Obra
El 1908, la família Mihoc, que procedia de la regió de Banat, es va traslladar des de Brăila, on vivien, a Bucarest. A Bucarest, Gheorghe Mihoc va assistir a l'escola primària i a l'institut Gheorghe Şincai. A continuació, va estudiar matemàtiques a la universitat de Bucarest, en la qual es va graduar el 1928. Els anys següents va continuar els seus estudis a la universitat de Roma La Sapienza, on va obtenir un doctorat en ciències actuarials el 1930, sota la direcció de Guido Castelnuovo. De tornada al seu país, és nomenat professor de l'Escola d'Estadística, Ciència Actuarial i Informàtica de Bucarest, i el 1934 obté el títol de Doctor en Matemàtiques per la universitat de Bucarest, amb una tesi dirigida per Octav Onicescu. A partir d'aquest moment comencen les seves recerques sobre cadenes de Màrkov.
A partir de 1937, Mihoc es va convertir en l'assistent d'Octav Onicescu. La seva relació amb la universitat de Bucarest va durar fins a la seva jubilació el 1973, arribant a esser rector de la universitat entre 1963 i 1968. També va ser director de l'Institut Nacional d'Estadística entre 1948 i 1951. El 1980 va ser escollit president de l'Acadèmia Romanesa càrrec que va mantenir fins a la seva mort un any després.
Els treballs de Mihoc versen sobre teoria de la probabilitat, estadística matemàtica i processos estocàstics.